# Nord Norécrin
Nord Norécrin byl francouzský dvou- až třímístný (později čtyřmístný) kabinový dolnoplošník zkonstruovaný a vyráběný společností Nord Aviation.

## Vývoj
Norécrin vznikl v odpověď na požadavek francouzského ministerstva dopravy, které vypsalo soutěž na lehký turistický a sportovní letoun. U firmy Nord vznikl samonosný dolnoplošník se zatahovacím příďovým podvozkem. Prototyp Nord 1200 byl navržen pro motor Mathis G4R o výkonu 100 hp (75 
kW), ale poprvé vzlétl 15. prosince 1945, pilotován Georgesem Détré, s motorem Renault 4Pei 
o výkonu 140 hp (100 kW). První sériová verze, označená Nord 1201 Norécrin I, byla třímístná. Následovala řada dalších variant, lišících se především pohonnými jednotkami a u pozdějších i celkovou kapacitou kabiny zvětšenou na čtyři osoby. Nord 1203 Norécrin V byla dvoumístná užitková verze určená pro ozbrojené síly, s možností nesení kulometné a raketové výzbroje. Celkem vzniklo 378 exemplářů všech variant typu.

## Varianty

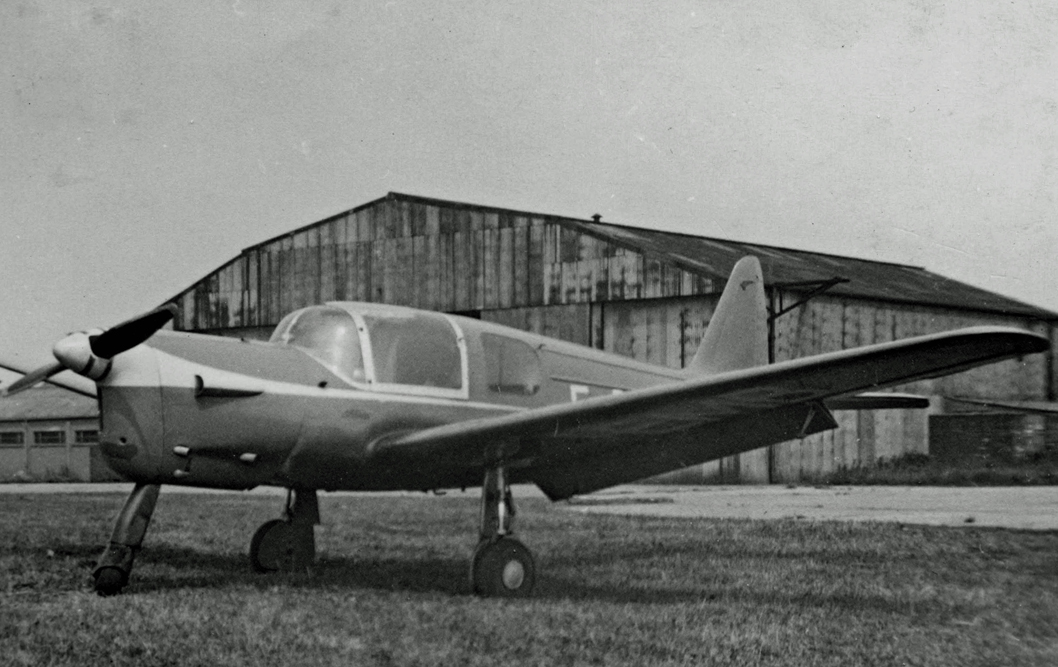
Nord 1203 Norécrin II na letišti v Sherburn-in-Elmet v anglickém hrabství Yorkshire, červenec 1951

1200 Norécrin
Prototyp s motorem Renault 4Pei o výkonu 140 hp (100 kW).
1201 Norécrin I
Třímístná sériová verze s motorem Renault 4P-01 o výkonu výkonu 140 hp (100 kW). Vyrobeno 22 kusů.
1202 Norécrin
Prototyp čtyřmístné verze s motorem Potez 4D-01 o výkonu 160 hp (120 kW).
1203 Norécrin II
Sériová čtyřmístná verze s motorem Régnier 4L-00 o výkonu 135 hp (101 kW).
1203 Norécrin III
Norécrin II s modifikovaným podvozkem.
1203 Norécrin IV
Verze s motorem Régnier 4L-02 o výkonu 170 hp (130 kW).
1203 Norécrin V
Ozbrojená vojenská varianta.
1203 Norécrin VI
Výrobní model roku 1955 s motorem Régnier 4L-14 o výkonu 160 hp (120 kW)
1203 Norécrin M1
Prototyp z roku 1955 s motorem Lycoming O-360, s výkonem redukovaným na 160 hp (120 kW).
1204 Norécrin
Provedení s čtyřválcovým boxerem Continental C125 o výkonu 125 hp (93 kW).
1204/II Norécrin
Provedení s šestiválcovým boxerem Continental C145-2 o výkonu 145 hp (108 kW).

## Uživatelé

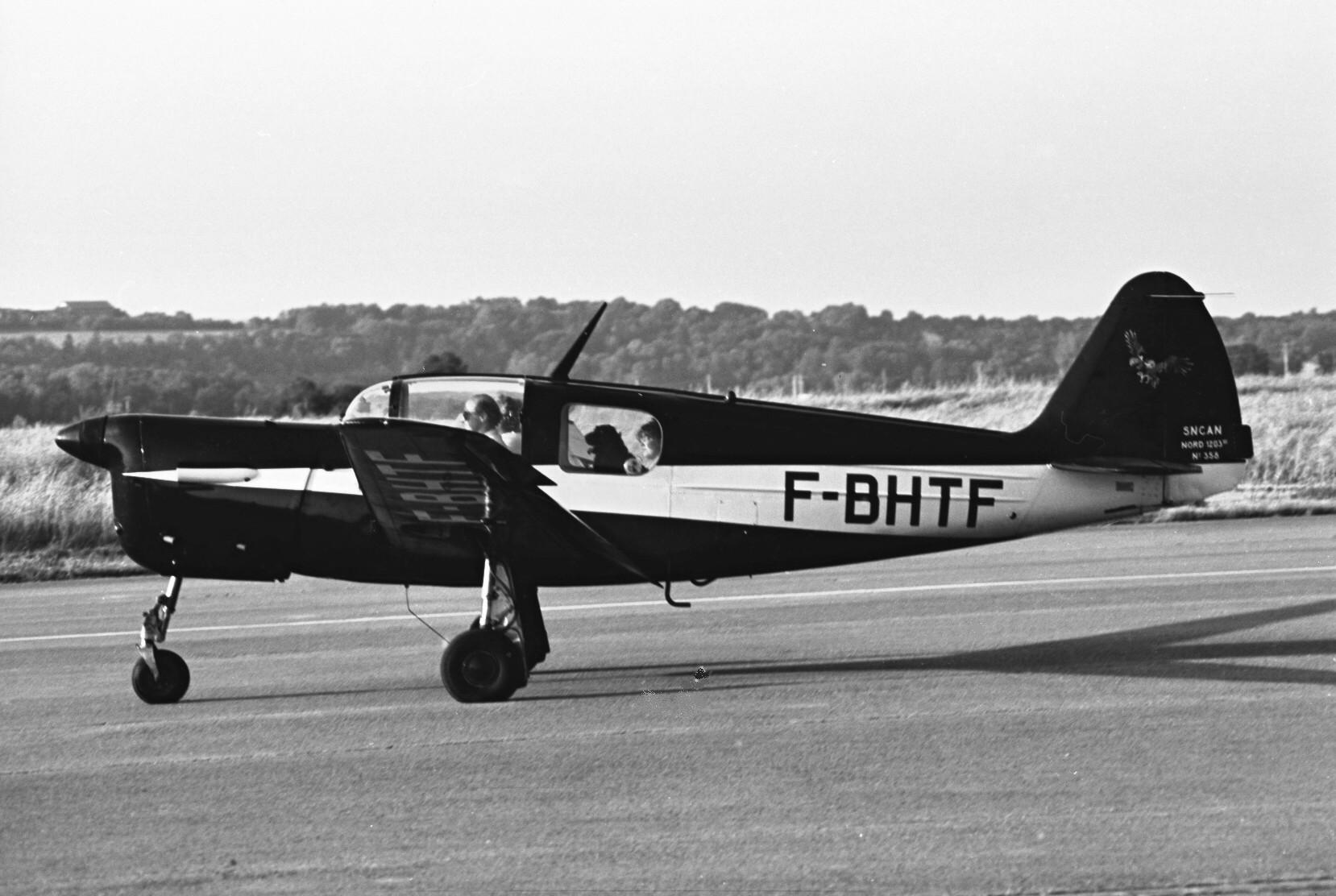
Nord N.1203 Norécrin II (F-BHTF)

### Civilní
- Brazílie
  - OMTA – pouze jeden kus

### Vojenští
- Argentina
  - Argentinská pobřežní stráž
- Francie
  - Armée de l'Air
  - Aéronavale
- Izrael
  - Izraelské vojenské letectvo – pouze dva kusy
- Švýcarsko
  - Švýcarské vzdušné síly

## Specifikace (1203 Norécrin II)

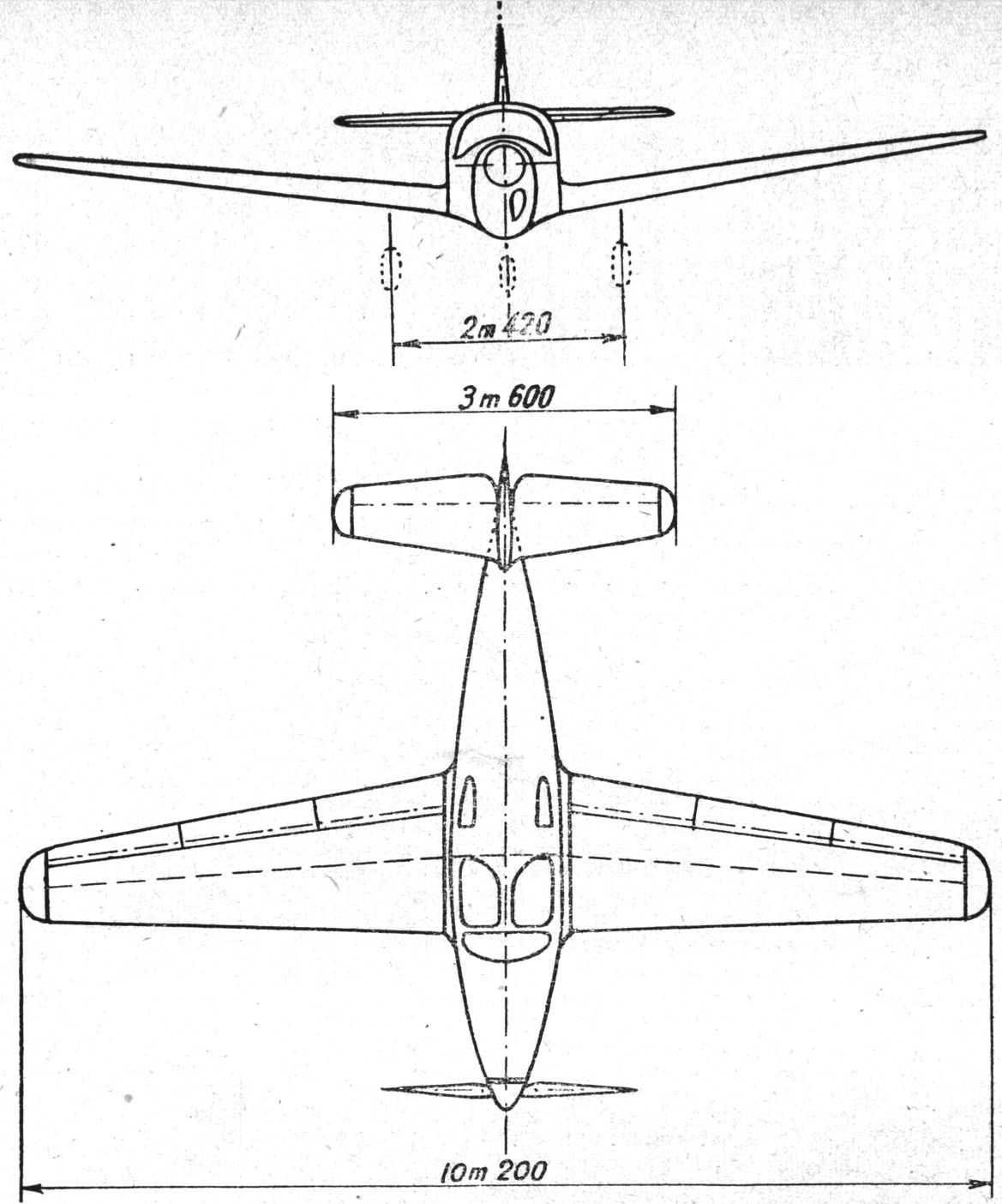
Nákres prototypu Nord 1200 (původně publikován v časopise L'Aérophile v březnu 1946)

Údaje podle

### Hlavní technické údaje
- Osádka: 1
- Kapacita: 3 cestující
- Délka: 7,21 m
- Rozpětí křídla: 10,22 m
- Nosná plocha: 13 m²
- Výška: 2,90 m
- Prázdná hmotnost: 652 kg
- Vzletová hmotnost: 1 050 kg
- Pohonná jednotka: 1 × vzduchem chlazený invertní čtyřválcový řadový motor Régnier 4L-00
- Výkon pohonné jednotky: 101 kW (135 hp)

### Výkony
- Maximální rychlost: 280 km/h
- Praktický dostup: 5 00 m
- Dolet: 900 km